# Sigfrido Fontanelli
Sigfrido Fontanelli (Pulica, 1º ottobre 1947 – Lastra a Signa, 20 febbraio 2004) è stato un ciclista su strada italiano.
Professionista dal 1969 al 1978, conta la vittoria di una tappa alla Tirreno-Adriatico nel 1974 ed una al Giro d'Italia nel 1976.
Morì in un incidente stradale con l’auto sulla strada provinciale 12 "di val di Pesa" tra Ginestra Fiorentina e Montelupo, in Comune di Lastra a Signa. I suoi funerali si tennero il 23 febbraio 2004 al santuario di San Donato a Livizzano (Montespertoli).

## Carriera
I principali successi da professionista furono il Giro delle Marche nel 1973, una tappa alla Tirreno-Adriatico nel 1974, una tappa al Critérium du Dauphiné Libéré nel 1975 e una tappa al Giro d'Italia 1976.

## Palmarès
- 1973 (Sammontana, una vittoria)

Giro delle Marche
- 1974 (Sammontana, una vittoria)

3ª tappa Tirreno-Adriatico (Pescasseroli > Tortoreto Lido)
- 1975 (Filotex, una vittoria)

7ª tappa, 1ª semitappa Critérium du Dauphiné Libéré (Veynes > Avignone)
- 1976 (Sanson, una vittoria)

12ª tappa Giro d'Italia (Gabicce Mare > Porretta Terme)

### Altri successi
- 1966 (dilettanti)

Gran Premio Comune di Cerreto Guidi
- 1973 (Sammontana)

Criterium di Vigolo Marchese
- 1974 (Sammontana)

Criterium di Nodica

## Piazzamenti

### Grandi Giri
- Giro d'Italia

1970: 51º
1973: 68º
1974: 57º
1976: 45º
1977: 59º
- Tour de France

1975: 43º

### Classiche monumento
- Milano-Sanremo

1973: 25º
1974: 100º
1975: 55º
1977: 48º